# Voll und ganz und mittendrin
Voll und ganz und mittendrin ist eine irische Filmkomödie aus dem Jahr 2013. Voll und ganz und mittendrin ist ein Liebesfilm, eine voyeuristische Enthüllung einer sich verändernden Familiendynamik und eine Geschichte körperlicher und emotionaler Genesung.

## Handlung
Conor, ein hoch qualifizierter Holzarbeiter und Schreiner, erleidet einen Schlaganfall, der ihn für einen Monat ins Koma und mehrere Monate in die Rehabilitation führt. Als er zu seiner Frau Vanetia und seinen beiden Kindern nach Hause zurückkehrt, ist er geistig behindert und stark verändert.
Vanetia versucht, die Familie trotz Conors verändertem Zustand zusammenzuhalten. Der amerikanische Arzt und Neurowissenschaftler Ted Fielding (Will Forte) erhält ein Stipendium, um Conor nach Hause zu begleiten und bei der Familie zu bleiben, um Conors Genesung und seine sich entwickelnden Interaktionen mit der Familie zu dokumentieren. Das Stipendium von Dr. Fielding ist eine Einnahmequelle für die Familie, da Conor nicht mehr in der Lage ist, kommerziell verwertbare Kunstwerke zu produzieren und zwanghaft davon besessen ist, Holzkugeln herzustellen. Vanetia kämpft mit der Aufdringlichkeit des Lebens unter der ständigen Präsenz von Teds Videokamera und seinen wissenschaftlichen Beobachtungen.
Mit der Zeit lernt Vanetia die Gesellschaft von Dr. Fielding zu schätzen. Dr. Fieldings von Natur aus verklemmte und förmliche Art beginnt sich in der Gegenwart von Vanetias freier, fröhlicher und optimistischer Persönlichkeit aufzuweichen, und seine Videokamera fängt immer mehr Aufnahmen von Vanetias Arbeit im Haus ein. Im Mittelpunkt des Films stehen die Spannungen, die sich zwischen Vanetia und Dr. Fielding, zwischen Vanetia und ihrem inzwischen kindlichen Ehemann und zwischen Vanetia und ihren beiden Kindern entwickeln. Die sich entwickelnden Ereignisse setzen Vanetia eine Frist, in der sie einige wichtige familiäre Entscheidungen darüber treffen muss, wie und mit wem sie nach dem Schlaganfall in dieser neuen Umgebung leben wird.

## Produktion
Voll und ganz und mittendrin wurde in den County Wicklow und Kerry in Irland gedreht. Regie führte die Oscar-nominierte Steph Green. Die Produzentin war Tamara Anghie. Die Hauptrollen spielen Maxine Peake, Edward MacLiam, Ruth McCabe und Will Forte.

## Kritiken
Bei seiner Weltpremiere auf dem Tribeca Film Festival am 20. April 2013 erhielt Voll und ganz und mittendrin überwiegend positive Kritiken. Der Film wurde international in Deutschland, Italien, Spanien und Brasilien (31. Oktober 2013) gezeigt. Auf dem Boston Irish Film Festival wurde er als bester Debütfilm ausgewählt und am 20. März 2014 auf dem Festival gezeigt. Voll und ganz und mittendrin hat sich den Verleih bei Sundance Selects gesichert.